# (3937) Bretagnon
(3937) Bretagnon es un asteroide perteneciente al cinturón de asteroides, descubierto el 14 de marzo de 1932 por Karl Wilhelm Reinmuth desde el Observatorio de Heidelberg-Königstuhl, Alemania.

## Designación y nombre
Designado provisionalmente como 1932 EO. Fue nombrado Bretagnon en honor al astrónomo francés Pierre Bretagnon.